# 伊瓦希
50°16′8″N 34°41′8″E / 50.26889°N 34.68556°E
伊瓦希（烏克蘭語：Івахи）是位於烏克蘭東北部的村莊，由蘇梅州奥赫蒂尔卡区的赫倫市鎮負責管轄。該村距離比達尼和雷巴利斯凱1公里，海拔高度170米，2001年人口70。